# Stanisław Ryłko
Stanisław Marian kardinál Ryłko (* 4. července 1945, Andrychów, Polsko) je polský římskokatolický kardinál.

## Životopis

Osobní znak kardinála Stanisława Ryłko.

Po studiu katolické teologie byl Ryłko 30. března 1969 vysvěcen na kněze krakovským arcibiskupem, pozdějším papežem Janem Pavlem II.
20. prosince 1995 ho papež jmenoval titulárním biskupem v Novice a tajemníkem Papežské rady pro laiky a 6. ledna 1996 vykonal biskupské svěcení. Spolusvětiteli byli Giovanni Battista Re a Jorge María Mejía. 4. října 2003 se stal předsedou Papežské rady pro laiky.
24. listopadu 2007 ho Benedikt XVI. jmenoval kardinálem jáhnem (diakonie Sacro Cuore di Cristo Re).
Rylko byl přítelem Jana Pavla II., se kterým byl i v okamžiku jeho smrti.
Z titulu své funkce se podílí na přípravách Světových dnů mládeže.